# 水泳指導管理士
水泳指導管理士（すいえいしどうかんりし）は、日本スポーツ施設協会が定める技術認定資格のひとつ。

## 概要
水泳の基本泳法、及び、水泳プール施設の維持や管理に必要な知識を習得するとともに、事故防止の為の安全指導、救助・救急技術の取得、管理者としての資質向上を目的とした資格である。 

## 受講資格
- 体育施設の管理運営に従事している者や、これらの業務に従事することを目的としている者。
- 年齢：受講初日現在満20歳以上の健康な男女
- 泳法：競泳4泳法と横泳ぎが出来る事
- 泳力：同一泳法で200m以上及び立泳ぎ（足のみ）が出来る事

## 受講内容
- 実技＋理論　9科目
- 試験料 20000円
- 合計22時間（実技11時間・理論11時間）

## その他
公認プール及び標準プールには，次のいずれかの資格を有する者をプール管理者として置かなければならない。 
- （公財）日本スポーツ協会公認水泳上級教師・水泳教師
- （公財）日本スポーツ協会公認水泳上級コーチ・水泳コーチ
- （公財）日本スポーツ協会公認水泳上級指導員・水泳指導員
- （公財）日本スポーツ施設協会水泳指導管理士